# Доктор Кто: Дети в нужде
«Доктор Кто: Дети в нужде» (англ. Doctor Who: Children in Need), также известный как Заново рождённый (англ. Born Again) — 7-минутный специальный выпуск британского научно-фантастического телесериала «Доктор Кто». Был показан на канале BBC One в рамках призыва детской благотворительности «Дети в нужде» 18 ноября 2005 года.

## Краткий обзор
Доктор только что регенерировал, но сможет ли Роза поверить, что человек с другим лицом — это Доктор?

## Сюжет
Следуя с конца эпизода «Пути расходятся», вновь регенерировавший Доктор задаёт ТАРДИС координаты планеты Барселона (октябрь 5006 года, вторник, 6 часов вечера), в то время как Роза подозрительно смотрит на него.
Роза испуганно спрашивает, кто он, и когда он ей отвечает, что он Доктор, она не верит ему. Она предполагает, что он заменил Доктора с помощью телепортации или что он сливин. Роза требует вернуть Доктора обратно. Доктор успокаивает её, напоминая, как они впервые встретились в подвале магазина, где работала Роза — Доктор взял её за руку и крикнул: «Беги!»
Роза начинает верить Доктору, и он весело скачет вокруг консоли ТАРДИС. Роза спрашивает, может ли Доктор измениться обратно, на что он отвечает, что не может и что она, если хочет, может уйти. Роза сомневается, а Доктор перенастраивает координаты на Лондон, Земля, 24 декабря.
У Доктора начинается приступ, из его рта вылетает светящаяся энергия, ТАРДИС содрогается. Доктор говорит Розе, что регенерация пошла не так, и бросается настраивать ТАРДИС, увеличивая скорость. Через стены ТАРДИС проникают звуки колокола монастыря. ТАРДИС держит курс на аварийную посадку в канун Рождества.

## Связь с другими сериями
- Первые кадры с помощью монтажа взяты из предыдущей серии «Пути расходятся».
- Не считая кадры из предыдущей серии, этот эпизод — один из семи, действие которых полностью происходит внутри ТАРДИС. Другие эпизоды — «Грань уничтожения» с Первым Доктором, «Раскол во времени» с Пятым и Десятым Доктором, «Пространство» и «Время» и «Тем временем в ТАРДИС» с Одиннадцатым Доктором, а также «Клара и ТАРДИС» со спутницей Одиннадцатого — Кларой Освальд.
- Роза ссылается на определения из предыдущих приключений, отмечая наногенов («Пустой ребёнок» / «Доктор танцует»), гельтов («Беспокойный мертвец») и сливинов («Пришельцы в Лондоне» / «Третья мировая война» и «Шумный город»).
- При первом приступе Роза говорит Доктору, что, может, стоит вернуться к капитану Джеку. Доктор отвечает, что Джек слишком занят спасением Земли. Этот момент может быть положением к началу сериала «Торчвуд».